# Етимология на името Гърция
Името на Гърция на гръцки винаги е било Ελλάς (Ела̀с) или Ελλάδα (Елада). Държавата, която ние наричаме Република Гърция, гърците наричат Елинска демокрация. До 1974 г. е била Кралство Гърция или Царство Елада – зависи дали титлата на дотогавашния монарх се превежда от някой от западните езици или от местния език.
Разликата в изговора и изписването се дължи на дългата история на езика. В старогръцки и катаревуса се използва Ελλάς, а в димотики – Ελλάδα. Но старият номинатив Ελλάς и днес може да се срещне върху документи или марки, например.
Името Гърция идва от названието на едно беотийско племе от град Граеа, което колонизира южна Италия през 8 век пр. Хр. Местните италийски племена наричат заселниците Граи – от това име произлиза общоиталийското название на елините Graeci (Греци).
Европейците използват имена, производни на Graecia, но персийците, турците и арабите използват името Yunans, т.е. йонийци (гръцки „Ίωνας“). Интересното е уникалната форма използвана от Грузинците за гърците, ბერძენი berdzeni, произлиза от Грузинска дума за „мъдър“.
В Средновековието гърците започват да се смятат за римляни (ромеи), а елин започва да означава езичник. Едва по време на Гръцкото възраждане се появява отново самоназванието „елини“, но и ромеи се запазва в Южна Македония и Тесалия чак до 1912 година.
- Имена с корен „Ελλάς“
  - Hellas – норвежки език
  - 希腊 (Xīlà) – китайски език
  - Hy Lạp, Hy Lập – виетнамски език
  - Hi-la или Ži-la – тибетски език

- Имена с корен „Γραικός“
  - Гърция – български език
  - Греция – руски език
  - Грчка – сръбски език
  - Гречия – молдовски език
  - ギリシャ (Girisha) – японски език
  - Grčija – словенски език
  - Grčka – хърватски език
  - Grecja – полски език
  - Greece – английски език
  - Grecia – италиански език
  - Grecia – испански език
  - Grecia – румънски език
  - Graecia – латински език
  - Grèce – френски език
  - Grécia – португалски език
  - Grécko – словашки език
  - Griechenland – немски език
  - Griekenland – холандски език
  - Greqia – албански език
  - Graikija – латвийски език
  - Grieķija – латвийски език
  - Groeg – уелски език
  - Kreikka – финландски език
  - Řecko – чешки език

- Имена с корен „Ίωνας“
  - Yewnanistan – кюрдски език
  - Uyunani – суахили
  - Yunanistan – турски език
  - يونان (al-Yūnān) – арабски език
  - יוון (Yavan) – еврейски език
  - यूनान (Yūnān) – хинди
  - Yunani – малайски език
  - Yunani – индонезийски език
  - Yaunâ – древноперсийски език

- Имена с корен „Ρωμαίος“
  - Hurumistan – кюрдски език
  - Urəm (Уръм) – адигейски език berdzni

- Имена с корен „berdzni“
  - საბერძნეთი (saberdznet'i) – грузински език